# Трипарадис
Трипарадис (на старогръцки: Τριπαράδεισος, Triparadeisos, Triparadisus) е древногръцки град в Ливан близо до извора на река Оронт. Предполага се, че това е днешният град Баалбек.
През 321 пр.н.е. (или 320 пр.н.е.) след края на Първата диадохска война там се състояла конференция, на която империята на Александър Велики се поделя между победителите с т.нар. трипарадиска делба.